# Yu Kung
Gli Yu Kung sono un gruppo musicale italiano, formatasi a Milano nel 1971 e tuttora occasionalmente in attività.

## Storia del gruppo
Il gruppo, tutto composto da strumentisti-cantanti, si forma nel 1971, prendendo il nome dalla leggenda di Yu Kung, che rimosse le montagne, contenuta nel Lieh Tzu (Il Libro del Vuoto Perfetto).
Molto attivi con una lunga serie di concerti tenuti in fabbriche, cooperative, Feste de l’Unità, circoli Arci, e in festival proletari come quello del Parco Lambro e quello di Licola nel 1975. Gli Yu Kung si pongono soprattutto l'obiettivo di diffondere la musica popolare nazionale nelle sue diverse sfaccettature. Successivamente, sulla base di questa esperienza, danno inizio alla produzione di brani originali, con testi tendenti a sviluppare questioni di impegno sociale, approfondendo soprattutto il tema dell'emigrazione. Dal 1975 intraprendono l'attività discografica, che durerà fino al termine del decennio. 
Le loro proposte musicali coniugano impegno politico a una relativa fedeltà ai modelli popolari tradizionali. Il loro brano più conosciuto è probabilmente Piazza Fontana, su testo di Claudio Bernieri, in seguito incisa col titolo Luna rossa dai Banda Bassotti nell'album Avanzo de cantiere. Il brano non ha nulla a che vedere con l'omonima canzone napoletana del 1951; qui il ritornello recita "La luna è rossa, rossa di violenza".
Si riuniscono ancora oggi, più sporadicamente. Nel dicembre del 2009, in occasione dei quaranta anni dalla strage di Piazza Fontana, hanno tenuto un concerto a Milano nell'Auditorium Demetrio Stratos di Radio Popolare, trasmesso in diretta radiofonica.

## Discografia

### Album
- 1975 - Pietre della mia gente L'Orchestra OLP 10002: Musica da lontano / Povera gente / Piccolo paese / La mia gente / Valigie di cartone / Il popolo è forte / Mineros / 'O forestiero / Festa in paese / L'emigrato / Zip e zip / Piazza Fontana

(ristampato nel 1976 con una copertina differente)
- 1977 - In piazza Vedette Zodiaco VPA 8370: Murgia / Danza in re / Salina / Giggona / Canto popolar / Lu citle / Tall El Zaatar / Casalanguida / Preghiera a un contadino / Monferrina / Barbagia / La città
- 1978 - Festa. Danze e balli popolari LP Vedette Zodiaco VPA 8417: Marcia a ballo / Cassa battente / 4+6 / Verso la monferrina / Tiritera in re / Aria bretone / Saltarello di Salvatore / Lu zumpette / Bagolino / Quattro salti / Moscufo / L'acqua è bella / Tarantella di Rossini
- 1980 - Il pifferaio Madau Dischi  Il pifferaio / Il ballo del pifferaio / Marocchini / Cassah / Pelle scura / Portella della Ginestra / Cocozza / La sacra famiglia / Panchina di quartiere / Festa della città / Tumirada / 3 balli

### Singoli
- 1972 - La ballata di Valpreda/Dalle mie parti se si ammazza un uomo (autoproduzione) - Pubblicato con la denominazione Come Yu Kung rimosse le montagne

## Formazione
- Pierpaolo Perazzini ("Comandante Perazzini" voce solista, chitarra elettrica e violino)
- Marco Bertani (voce solista, chitarra acustica)
- Mauro Bertani (voce chitarra 6 e 12 corde)
- Mimma Caldirola (voce solista)
- Marco Cavedon (voce solista, chitarra acustica)
- Umberto Calice (voce solista, percussioni)
- Franco Di Biase (mandolino)
- Ettore Gobbato (percussioni)
- Riccardo Luppi (successivamente sostituito da Marco Ribeca)
- Attilio Zanchi (basso elettrico) (successivamente sostituito da Marco Ferradini che ha poi lasciato il gruppo per intraprendere la carriera solista)
- Francesca Oppici
- Angelo Maffezzoli (flauti)